# Červeník
Červeník este o comună slovacă, aflată în districtul Hlohovec din regiunea Trnava. Localitatea se află la altitudinea de 147 m deasupra n.m., se întinde pe o suprafață de 9,94 km2 și în 2017 număra 1.655 de locuitori.

## Istoric
Localitatea Červeník este atestată documentar din 1113.

## Demografie
| An:                | 1994 | 2004   | 2014    | 2024   |
| ------------------ | ---- | ------ | ------- | ------ |
| Număr de persoane: | 1420 | 1495   | 1669    | 1691   |
| Diferență:         |      | +5,28% | +11,63% | +1,31% |

| An:                | 2023 | 2024   |
| ------------------ | ---- | ------ |
| Număr de persoane: | 1686 | 1691   |
| Diferență:         |      | +0,29% |